# البنك العربي لتونس
البنك العربي لتونس (بالإنجليزية: Arab Tunisian Bank)‏ هو مصرف تجاري يعمل وفقا للقانون التونسي، تأسس في 30 يونيو 1982 بمشاركة البنك العربي ش أ ع - فرع تونس، عدد من المساهمين التونسيين وعبد الحميد شومان (1890 – 1974).
يضم البنك العربي 131 فرع، مهمته الإسهام في عملية التطور الاقتصادي والمالي التي تشهدها تونس من خلال تقديم الخدمات المصرفية المتميزة والمتنوعة.
ومن أهمّ محاور سياسة تنمية البنك قصد تعزيز موقعه بالسوق المحلية ولتوسيع مجال عمله:
- التوجّه نحو سوق القطاع الخاصّ دون تجاهل الهدف الرئيسي (الشركات الصغرى والمتوسطة والشركات الكبرى)
- تنمية روح التعاون الجماعي بين البنك وفروعه
- وضع البنك جائزة ATB challenge وهو برنامج لتشجيع الشباب على الخلق والابداع في كل الميادين الفنية والتكنولوجية والاقتصادية وتتمثل الجائزة في 7 آلاف دينار لكل ميدان.[2]

أطلق البنك العربي لتونس مدونة إلكترونية مخصص للشباب، يعد الأول من نوعه بالنسبة للمؤسسات التجارية في تونس.
يتمتع البنك العربي بمركز متميز بتونس. يمتلك البنك 133 فرعا و10 مؤسسات مصرفية على درجة عالية من التخصص.
في يوليو 2022 عين رياض حجاج مديرا عاما للبنك مكان أحمد رجيبة بسبب تسجيل البنك لنزيف مالي ضخم وخسائر في السنة السابقة.
في عام 2021 ، أطلق البنك برنامج إقراض بقيمة 35 مليون دولار بهدف زيادة وصول الشركات التونسية الصغيرة والمتوسطة الحجم إلى القروض التجارية وتقديم قروض للمناطق والمقترضين الذين ليس لديهم عادة إمكانية الوصول إلى القروض المصرفية.

## الشركات التابعة
- المستشارون الماليون العرب (AFC)
- العربية التونسية للتنمية (ATD-SICAR)
- العربية التونسية للاستثمار (ATI-SICAF)
- العربية التونسية للتأجير (ATL)
- خزانة أكسيس (AT)
- كودس
- سانديت سيكاف
- الشركة العربية للتسويق العقارى (سارى)
- اتحاد العوملة (Unifactor)